# A Minute History of Air and Space
A Minute History of Air and Space är en EP av det svenska indiebandet Aerospace, utgivet som en 7"-vinyl 2001.

## Låtlista[1]

### Sida A
1. "The Only Things We Share"
2. "Substance Girl"

### Sida B
1. "Better Days"
2. "Never Fell Like This"